# 高校全入運動
高校全入運動（こうこうぜんにゅううんどう）は、日本の教育の歴史においての出来事。戦後の日本においてベビーブームと高校進学率が上昇している時期においての運動。公立高校への進学を希望する者の全員が進学できるようにすることや、高校義務教育が目指されていた。この高校全入運動は、革新団体を中心として行われていた。公立高校では学力による入学試験が行われず現在でいう内申書のみで入学できていた時代のことで、公立高校を増やして学区を小さくして、全ての公立高校に複数の学科を置くことで、希望する全員が公立高校に行けるようにできるとして、このようにすることが求められていた。

## 概要
1946年3月の第一次アメリカ教育使節団報告書に、小学校卒業後に通う3年制の義務教育の下級中等学校が勧告され、この次に3年制の上級中等学校を設置することが勧告される。この上級中等学校は無月謝で希望者は誰でも入学できて、男女共学であるが過渡期中は男女別学にしても差し支えず、家事や農業や工業や商業の過程も置くが、大学入学準備になる過程も置くべきとする。地方の狭小な地域では全部の過程を1つの学校に置くように勧告するが。人口の密集した地域では別々の学校にした方が良いものもあるだろうが、大体において包括した上級の中学校にするべきとする。新制高校はこのように計画されていた。
1947年2月にに新学校制度実施準備の案内を通知して以降は、制度では希望者の全てに高校入学許可をすることを理念としていた。この高校入学許可には報告書という今でいう内申書のみを必要として、原則として入学試験を実施しないと宣言していた。
日本母親大会や日教組高校教員組合第21回大会を経て、1962年4月28日に東京八重洲口の国労会館で高校全員入学問題全国協議会が結成される。会長は務台理作、事務局長は羽仁説子。この時代の多くの母親は戦争や女性であることを理由として教育を受けることができなかったために、せめて子供には高等学校での教育を受けさせてあげたいという思いから始められていた。
このような革新団体からの要求に対して文部省や都道府県は、できるだけ多くの者に高等学校での教育を受ける機械が与えられることは大切であるものの、この段階の青少年は能力や適正や進路は多様であるため、高等学校以外の教育機関に進む道や、中学校を卒業してすぐに社会に出る道なども残すべきであるとして、高等学校を義務教育にするという意見は採用されなかった。だができる限り高等学校に進学することを希望する者を受け入れる努力はされて、高等学校への進学を希望する者のほとんどは進学できるようになった。
この時期に富山県の教育長は、全日制高校で教育を受けるのに適さない生徒が増えており、このままでは十分な教育効果が期待できないため、やはり全日制高校は選ばれた者の教育機関とするべきではないでしょうかと語った。1965年に文部大臣は、現在の高校生は半数以上が能力が無い。高校は能力のあるものを入れる所だろうと語った。教育行政側が高校は能力のあるものが行く場であると主張する背景には、団塊の世代が高校進学を控えているということもあった。高校への進学希望者が急増しているのに対して、いかに高校の席を用意するかが課題になる。そこで文部省は高校進学率を抑えるという方針を採って、進学率は実際よりも低いと見積もって高校新設をしないで既存の高校にできるだけ入学させて乗り切ろうとした。その結果、高校は特別教室を普通教室にして、その普通教室に公立高校は50人ほどを収容して、私立高校では80人ほどを収容する所も多くあり、教室の空気は満員電車並みの炭酸ガス濃度になった。それでも高校に入学できずに翌年の入試に向けて浪人をすることとなった人もいて、1961年には約20万人が浪人していた。
文部省は高校新設を抑えようとして、活性化している高校全入運動は父母の素朴な願いを政治的に利用する方便であり、まともな運動ではないと批判。そして高等学校で教育を受けるに足る適格者を選んで、一定の内用を具備した教育を施すことを提唱して、高校で教育を受けるに足る者のみが高校進学を許すという方針になった。
1963年8月に公立高校入試についての通達が都道府県教育委員会に送られて、戦後の公立高校は行わないと宣言されていた学力による入学試験を導入することになり、高校は当たり前に通える場ではなくなり、入学試験の出来不出来で振り分けられる場になった。
1960年代に導入された公立高校の入学試験は後の時代にも当然のように実施され続けており、高校全入運動が唱えていた希望者全員が公立高校に入学は頓挫という結果に終わった。小学区制や総合制は導入できなかった。